# Castello di Ussé
Il castello di Ussé (/yˈse/) è un edificio militare gotico e rinascimentale, situato sulle rive del fiume Indre, nel comune di Rigny-Ussé. Fa parte dei castelli della Loira, classificati come "patrimonio dell'umanità" dall'UNESCO nel 2000.

## Storia
Un primo castello fu edificato nel XII secolo su un'alta terrazza dominante la valle del fiume ai margini della foresta di Chinon ma l'attuale complesso, che mostra la presenza di due principali stili architettonici, chiaramente visibili nella corte interna, venne ricostruito a partire dal XV secolo, una volta entrato in possesso della famiglia de Bueil.
Il castello aveva forma di un quadrilatero circondante un cortile centrale, con una torre principale, di maggiore diametro, all'angolo sud-ovest. Intorno al perimetro correva un cammino di ronda, che in seguito venne coperto. L'ala sud ospitava una galleria aperta a portico al piano terra, che venne distrutta per la costruzione di altri ambienti nel XVII secolo. Gli appartamenti padronali si trovavano nell'ala ovest.
Il castello passò quindi nel 1485 alla famiglia d'Espinay, che proseguì i lavori, con la ricostruzione dell'ala ovest. Tra il 1521 e il 1538 venne costruita la cappella, dedicata a sant'Anna. La cappella, in forme gotiche, presenta una ricca decorazione rinascimentale. Vi si conserva una "Vergine con il Bambino" di Luca della Robbia.
Altri proprietari si succedettero a partire dal 1557 e nel XVII secolo venne abbattuta l'ala settentrionale, per poter godere del panorama sul fiume. In questa occasione venne allungata l'ala ovest in forme neo-rinascimentali e fu collocata una nuova scala all'angolo sud-ovest. Alla fine del secolo si aggiunse inoltre il padiglione Vauban, affacciato sui giardini a nord-ovest. I giardini alla francese, sistemati su terrazze digradanti, furono ispirati da Le Nôtre, architetto del re Luigi XIV.
Attualmente è proprietà privata (famiglia de Blacas), ma è aperto alla visita. All'interno si conservano una stanza destinata ad un'eventuale visita del re (che tuttavia non avvenne mai), con arredi del XVII secolo, collezioni di arazzi e di armi. Notevole tra gli arredi uno scrittoio fiorentino del XVI secolo, in legno di pero ed ebano, con incastonature in madreperla ed avorio e dotato di ben 49 cassetti.

## Curiosità
Charles Perrault, ospite dei proprietari del castello durante le vacanze estive, vi ha scritto e ambientato le favole della Bella addormentata nel bosco e del Gatto con gli stivali.

## Galleria d'immagini

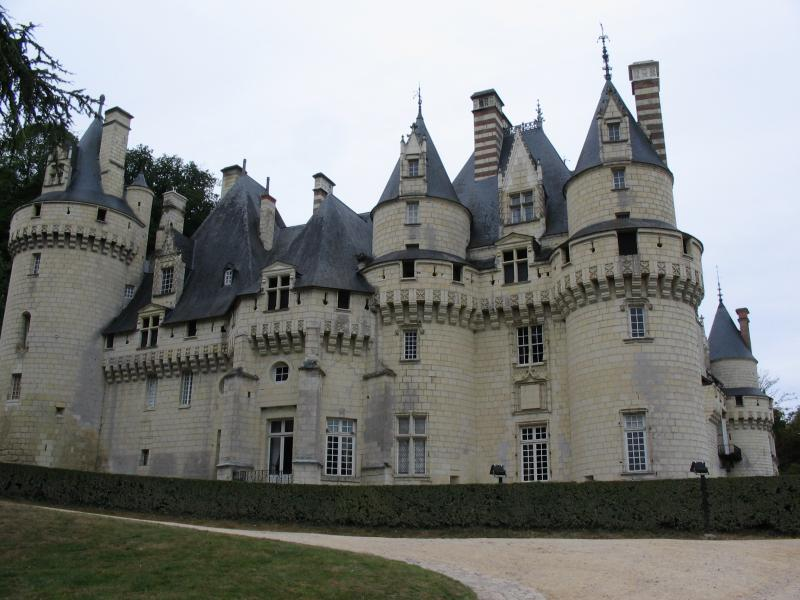
Il Castello.
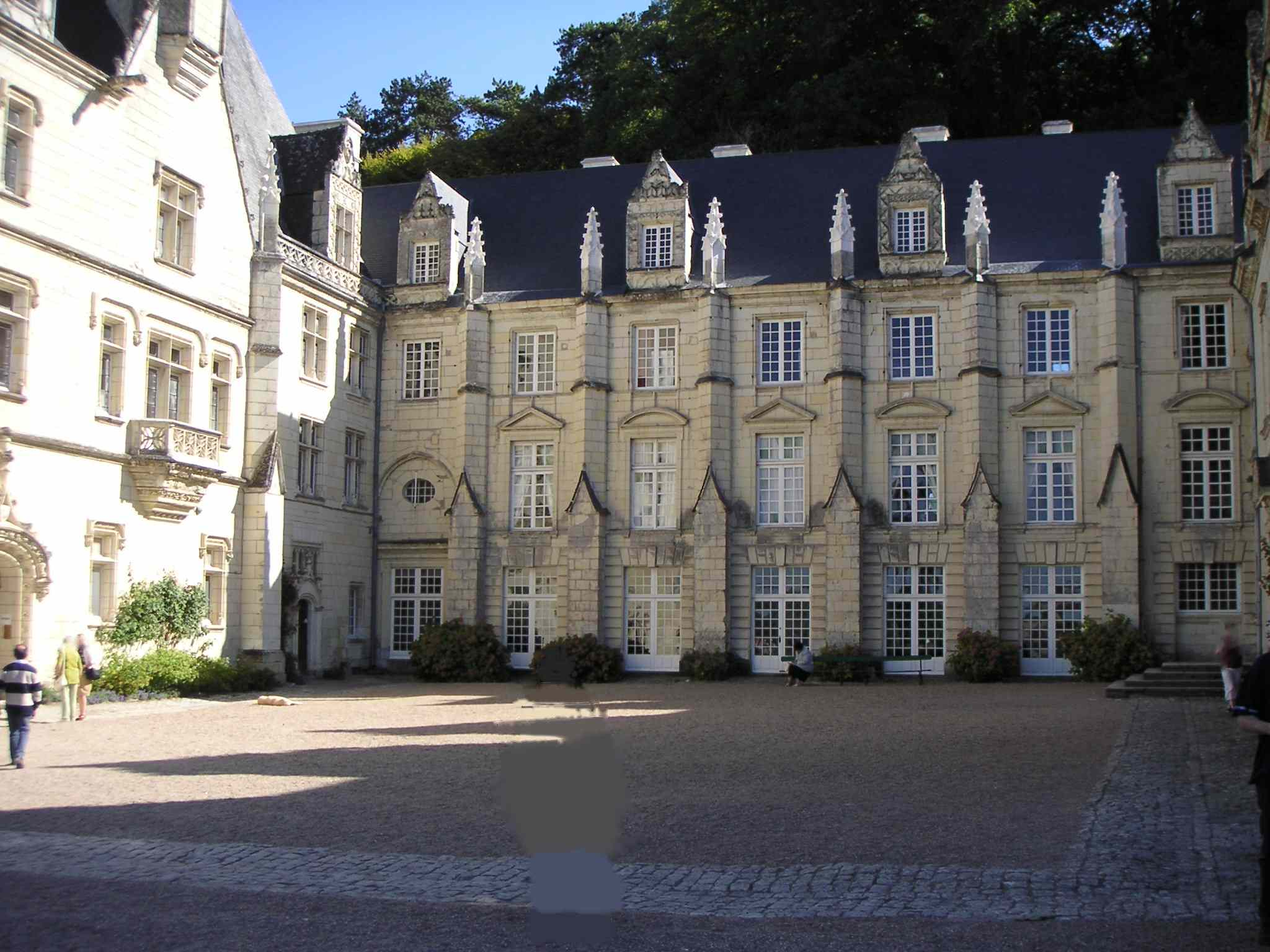
Cortile interno.
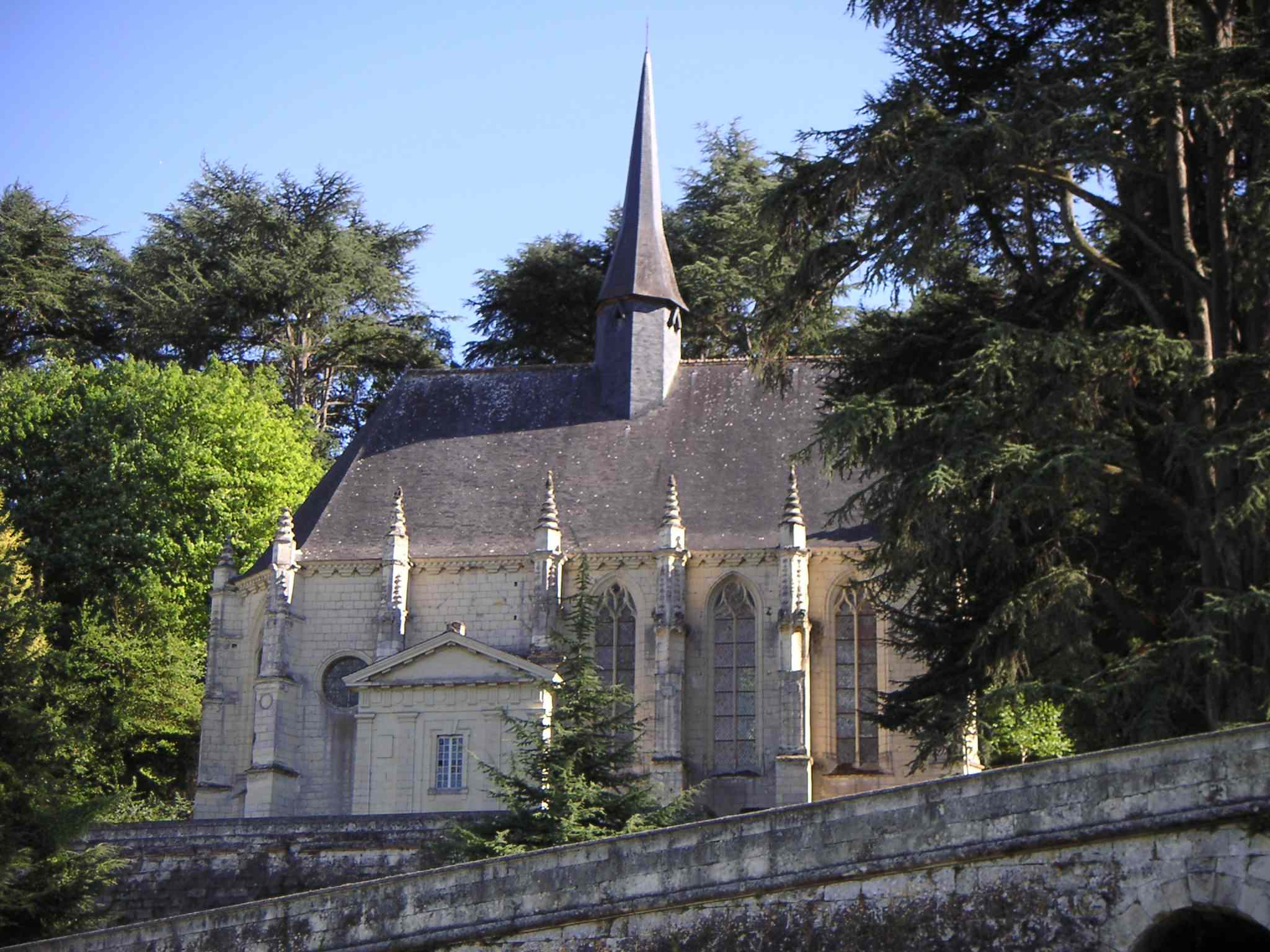
Vista della cappella del castello, dai giardini.
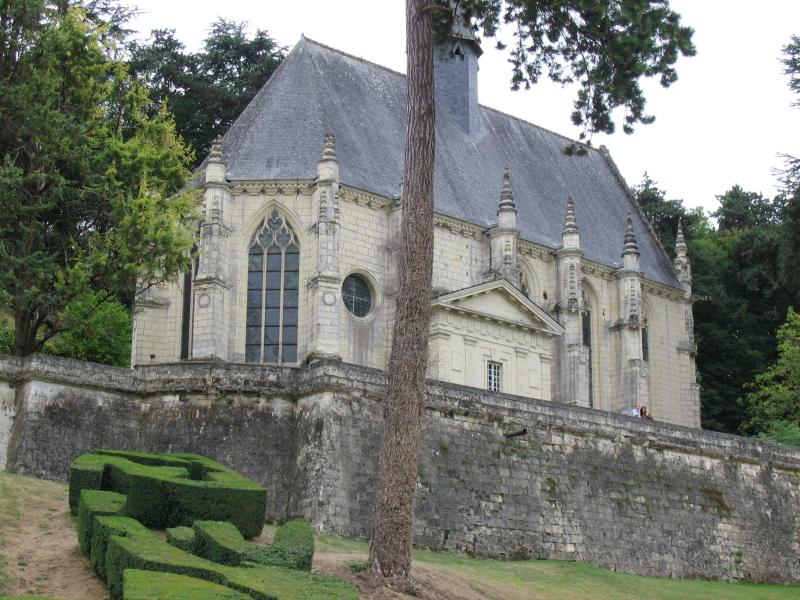
La cappella del castello.
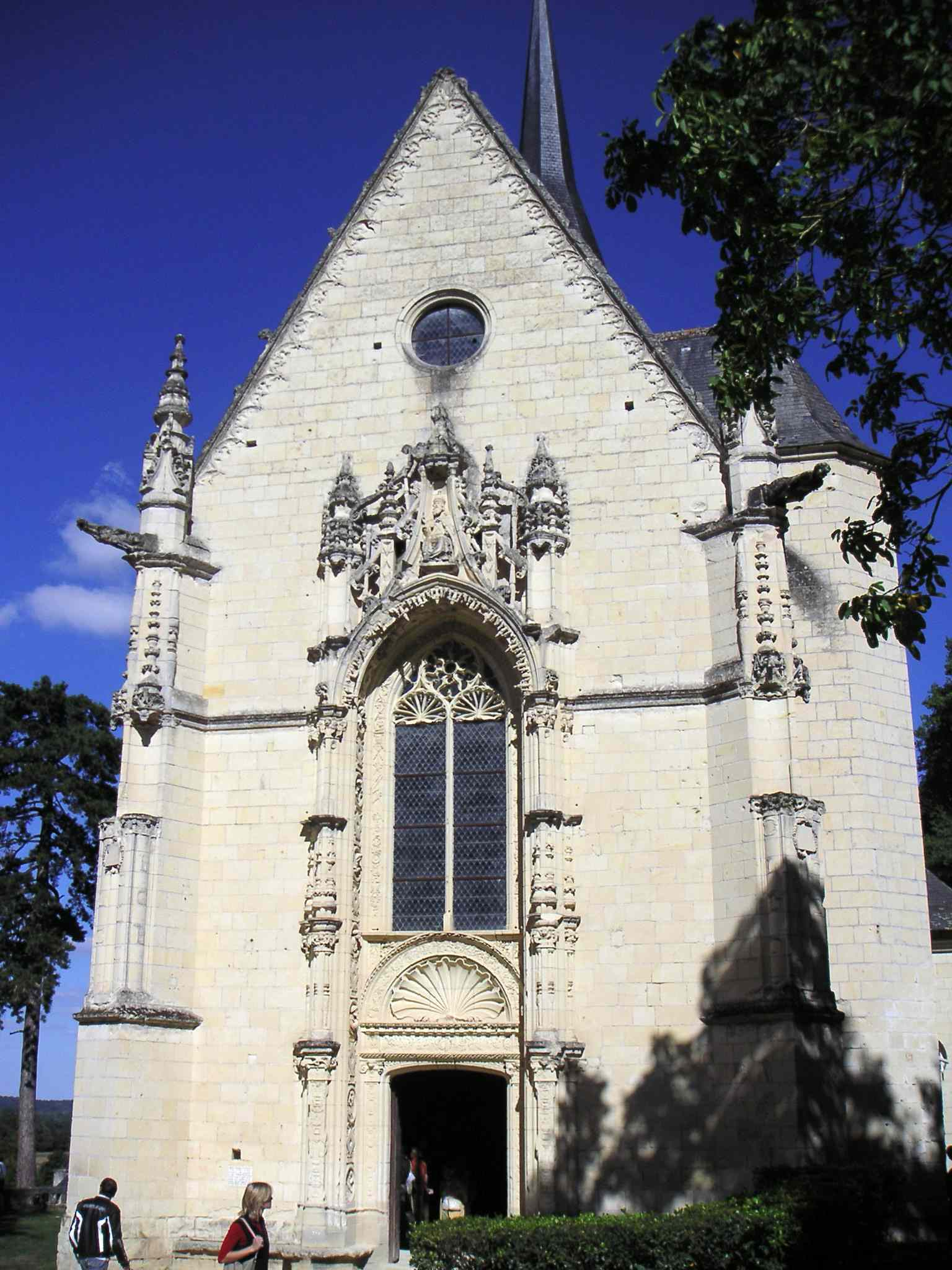
Facciata della cappella.
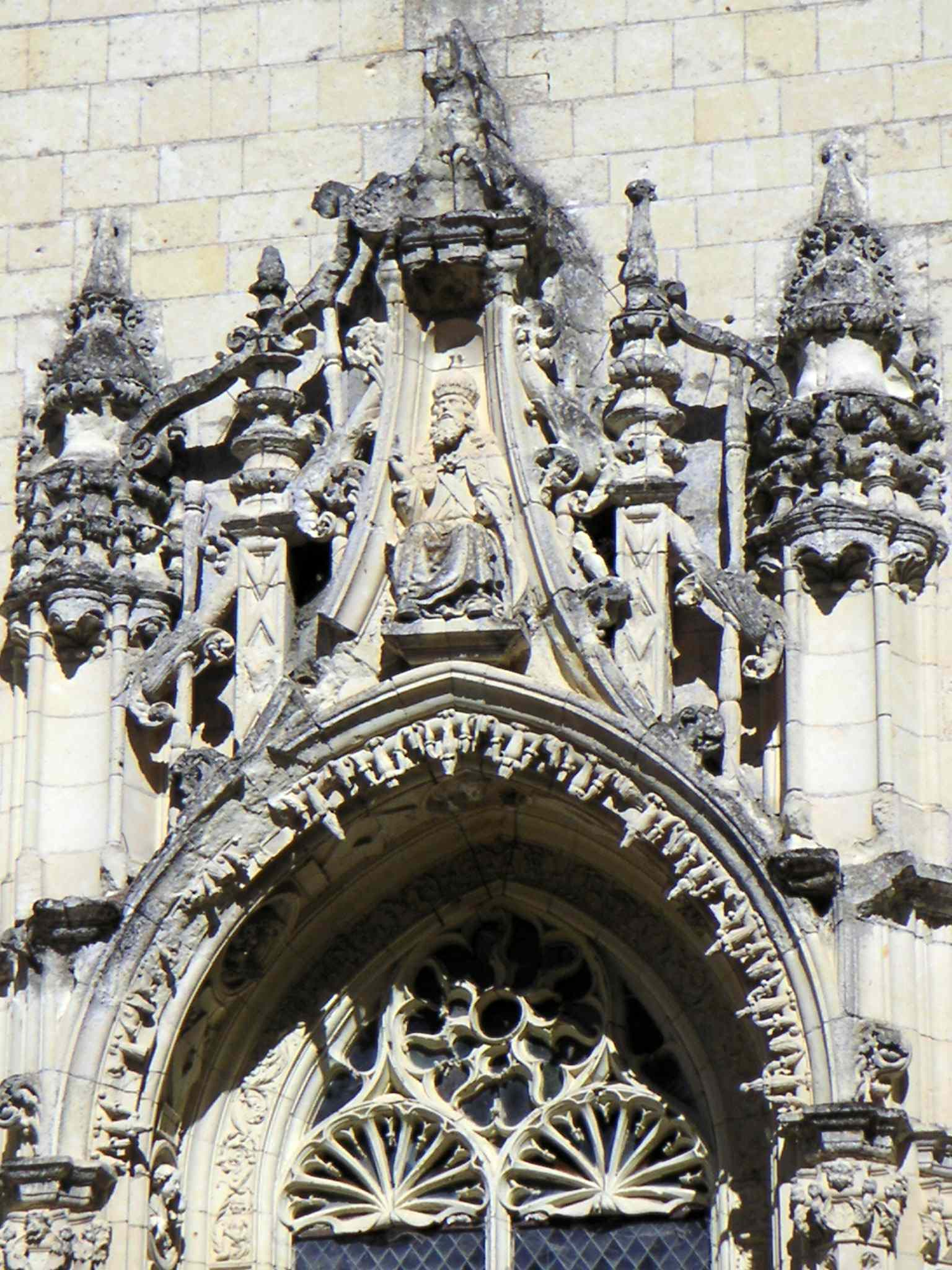
Dettagli della decorazione della cappella.